# Яанімийса
Яанімийса (ест. Jaanimõisa) — село в Естонії, входить до складу волості Моосте, повіту Пилвамаа.